# Gare de Troisvierges
La gare de Troisvierges est une gare ferroviaire luxembourgeoise de la ligne 1, de Luxembourg à Troisvierges-frontière, située sur le territoire de la commune de Troisvierges, dans le canton de Clervaux.
Elle est mise en service en 1866 par la Compagnie des chemins de fer de l'Est, l'exploitant des lignes de la Société royale grand-ducale des chemins de fer Guillaume-Luxembourg.
C'est une gare de la Société nationale des chemins de fer luxembourgeois (CFL), desservie par des trains InterCity (IC) et Regional-Express (RE).

## Situation ferroviaire
Établie à 434 mètres d'altitude, la gare de Troisvierges est située au point kilométrique (PK) 85,562 de la ligne 1 de Luxembourg à Troisvierges-frontière, entre la gare de Clervaux (jusqu'en 2014 la gare de Maulusmühle fermée depuis) et la frontière belge où commence la ligne belge 42, de Rivage à Gouvy-frontière. Elle a été l'aboutissement de la section luxembourgeoise de la Vennbahn, ligne ferroviaire belgo-allemande fermée dans les années 1970.

## Histoire
La station de Troisvierges est mise en service par la Compagnie des chemins de fer de l'Est, l'exploitant des lignes de la Société royale grand-ducale des chemins de fer Guillaume-Luxembourg, lors de l'ouverture à l'exploitation de la section d'Ettelbruck à Troisvierges le 15 décembre 1866. Le prolongement jusqu'à la frontière et Gouvy est mis en service le 20 février 1867.

## Service des voyageurs

### Accueil
Gare CFL, elle dispose d'un bâtiment voyageurs, d'un guichet d'information, d'une salle d'attente et d'un automate pour l'achat de titres de transport. Divers services sont proposés, comme une consigne et un service d'enregistrement des bagages.
Le guichet de vente de la gare est fermé depuis le 1er mars 2020 dans le cadre de l’application de la gratuité des transports luxembourgeois (hors 1re classe et trains transfrontaliers). À partir du 13 décembre 2020, la cadence des trains IC de Liège à Luxembourg passe à un train par heure.

### Desserte
Troisvierges est desservie par des trains InterCity (IC) et Regional-Express (RE) qui exécutent les relations suivantes, :
- Luxembourg - Ettelbruck - Diekirch - Troisvierges (- Gouvy - Liège-Guillemins pour les trains IC, prolongés vers Liers le week-end) ;
- Troisvierges - Luxembourg - Rodange.

Desserte en 2018
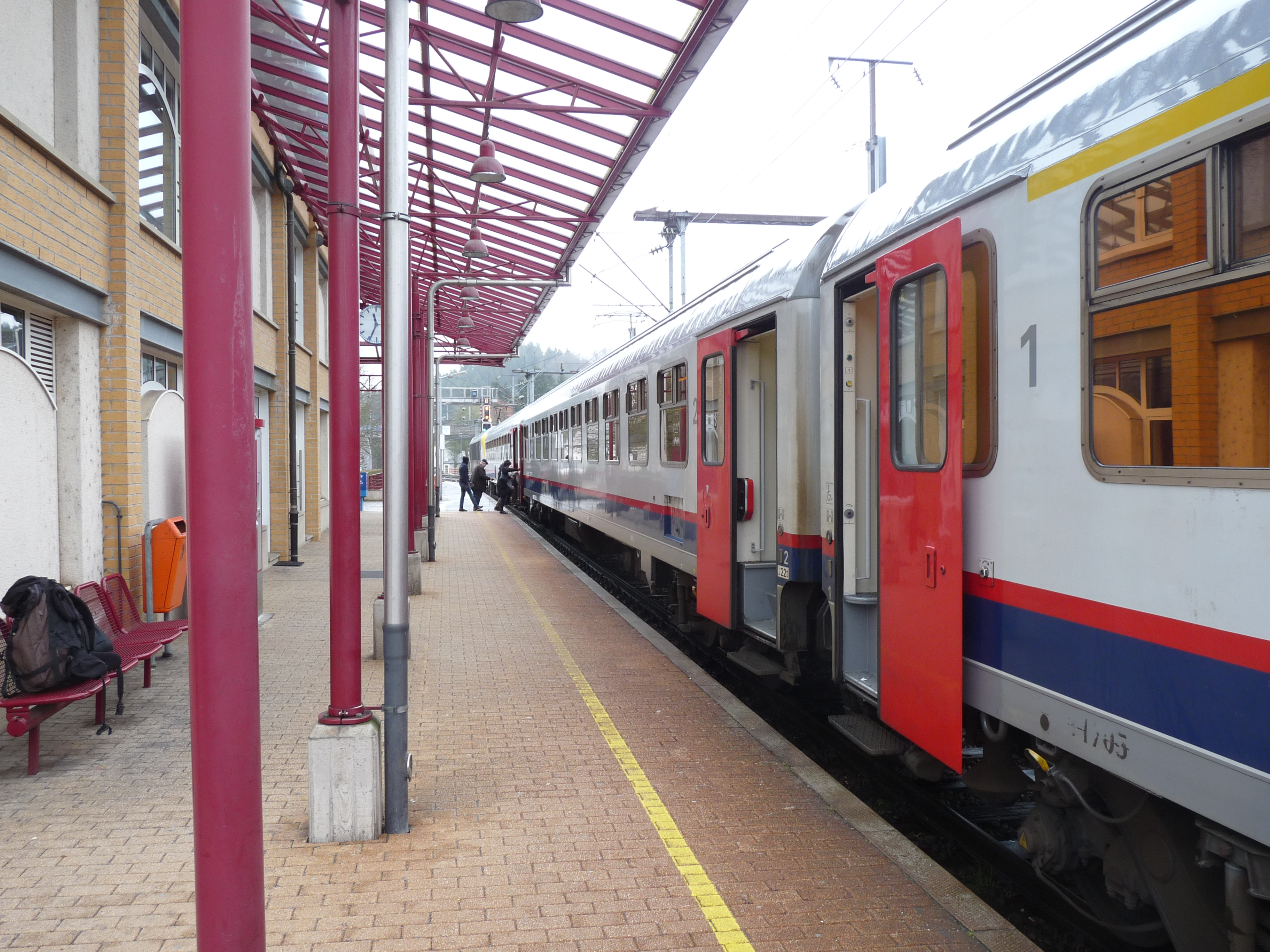
Un InterCity belge.
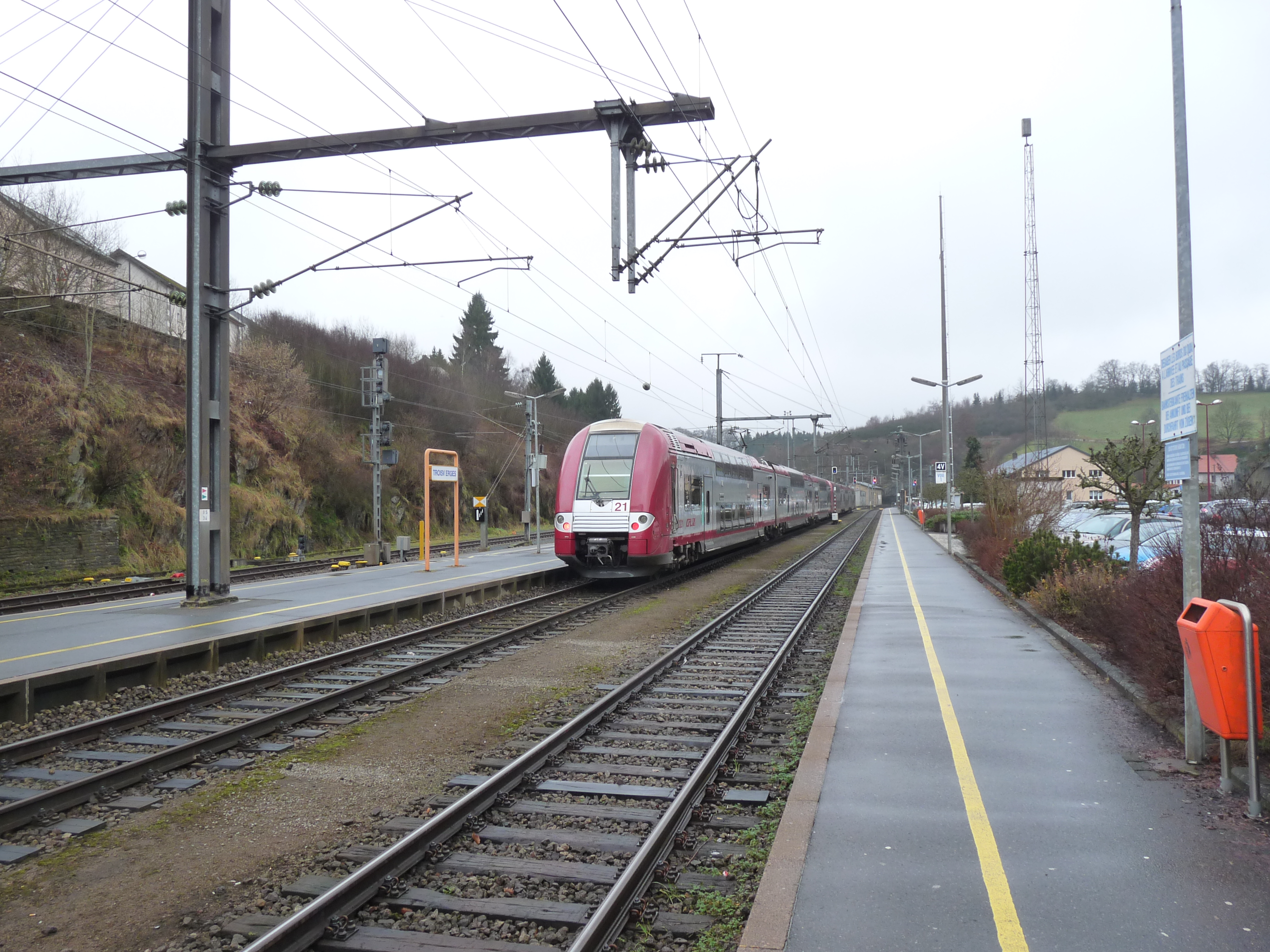
Une automotrice deux niveaux série 2200 des CFL.

### Intermodalité
Un parc pour les vélos (7 places) et un parking pour les véhicules (148 places) y sont aménagés. Un arrêt de bus est situé à proximité. La gare possède un parking à vélo sécurisé mBox de 32 places,. La gare est desservie par les lignes 140, 162, 171, 172, 173, 174, 175 et 176 du Régime général des transports routiers.
Une station du service d'autopartage Flex y est implantée.